# Pselaphaulax
Pselaphaulax är ett släkte av skalbaggar som beskrevs av Edmund Reitter 1909. Pselaphaulax ingår i familjen kortvingar.
Släktet innehåller bara arten Pselaphaulax dresdensis.